# 2024 en Haïti
Cette page concerne des événements qui se sont produits durant l'année 2024 du calendrier grégorien en Haïti.

## Événements

### Mars
- 1er mars :
  - Le président kenyan William Ruto annonce un accord avec Haïti pour déployer 1 000 policiers dans le cadre d'une mission (en) approuvée par les Nations unies pour lutter contre la violence des gangs dans ce pays des Caraïbes[1].
  - Le gang du G9 lance une offensive au sein de Port-au-Prince, son chef Jimmy Chérizier annonçant son objectif de capturer le cabinet et le chef de la police haïtiens. Quatre policiers sont tués lors d'une fusillade devant un commissariat[2].
- 3 mars : entre 3 700[3] et 4 000 prisonniers s'évadent du Pénitencier National de Port-au-Prince. Le gouvernement haïtien déclare l'état d'urgence de 72 heures pour les reprendre[4],[5].
- 4 mars : des gangs échangent des coups de feu avec la police et les soldats pour tenter de prendre le contrôle de l'aéroport international Toussaint-Louverture de Port-au-Prince[6].
- 11 mars : démission du Premier ministre Ariel Henry.
- 18 mars : 14 cadavres sont retrouvés à Pétion-Ville, une banlieue aisée de Port-au-Prince, où des membres de gangs mènent des attaques[7].

### Avril
- 12 avril : le Conseil présidentiel de transition est officiellement créé[8].
- 25 avril : le Conseil présidentiel de transition entre en fonction ; Michel Patrick Boisvert est Premier ministre par intérim.

### Août
- 17 août : Au moins onze détenus sont tués lors d'une fusillade lors d'une violente évasion dans une prison de Saint-Marc[9].

### Septembre
- 14 septembre : au moins quinze personnes sont tuées et une quarantaine d'autres blessées lorsqu'un camion-citerne explose à Miragoâne[10].

### Octobre
- 3 octobre : des hommes armés du gang Gran-Grif commettent une fusillade de masse à Pont-Sondé, tuant au moins 115 personnes[11], et en blessant plusieurs autres[12],[13].

### Novembre
- 10 novembre : Alix Didier Fils-Aimé est nommé Premier ministre, succédant à Garry Conille.

### Décembre
- 7 décembre et 8 décembre : au moins 184 personnes dont au moins 110 personnes âgées sont tuées à Cité Soleil, après avoir été accusées par un chef de gang d'avoir pratiqué la sorcellerie vaudou contre son enfant décédé[14].